# 密山市
密山市在中国黑龙江省东部，是鸡西市下辖的一个县级市。市人民政府驻铁西开发区1号。

## 历史沿革
商周属肃慎，西汉至魏晋属挹娄，唐属渤海国东平府，金属上京恤品路，元属辽阳行省开元路，明属奴儿干都司，清为寧古塔副都統管辖。
因城东南穆棱河与兴凯湖之间海拔574米的蜂蜜山而得名。蜂蜜山一带1895年清政府开始放荒招垦，并于1899年设蜂蜜山招垦局，管理今密山、虎林、饶河一带的招垦事宜。1900年沙俄武装入侵，蜂蜜山垦户惨遭杀害，招垦局被迫撤销。1902年清政府复设蜂蜜山招垦机构，隶属穆棱河招垦分局。东三省总督徐世昌奏请，光绪三十四年（1908年）清政府决定在吉林边界设蜜山府，知府衙门设在蜂蜜山招垦局(今知一镇)。1913年3月2日，密山府改为密山县，隶属吉林行省东北路道。1929年2月，裁撤道区，改由吉林省直辖，时为三等县。
东北沦陷后，密山县相继隶属吉林省、滨江省和牡丹江省。1939年新设的东安省辖密山县，公署驻东安街(今密山镇)。东安街改设东安市后，密山县、东安市先后隶属东满总省和东满省。1945年5月28日，满洲国撤销东安省，密山县从密山县城(今知一镇)搬到东安街(今密山镇)，原县城(知一镇)改称城关区。
1988年11月17日，国务院批准撤销密山县，改设县级密山市，由牡丹江市代管。1992年10月5日，省委、省政府决定，将密山市改由鸡西市代管，行政领导体制从1993年1月1日起变更。

## 行政区划
密山市下辖8个镇、7个乡、1个民族乡：
中心街道、密山镇、连珠山镇、当壁镇、知一镇、黑台镇、兴凯镇、裴德镇、白鱼湾镇、柳毛乡、杨木乡、兴凯湖乡、承紫河乡、二人班乡、太平乡、和平朝鲜族乡、富源乡、密山市林业局、青年水库、煤炭工业局、经济开发区管理委员会、牡丹江分局局直、八五五农场、八五七农场、八五一一农场、兴凯湖农场、牡丹江分局北大营管委会、双峰农场、水产养殖有限公司、种畜场、水田良种场、市良种场、校办企业公司和蜂蜜山粮库有限公司。
2005年城乡合并撤销四个乡镇(三梭通乡、新村乡、双胜乡、集贤乡)

## 人口
根据第七次人口普查数据结果，2020年11月1日零时，全市常住人口为339103人。

## 交通
- 331国道过境。